# Haakon Hjelde
Haakon Hjelde, född 12 februari 1902, död 10 december 1933, var en norsk skådespelare och regi- och produktionsledarassistent.  

## Filmografi
- 1926 – Simen Mustrøens besynderlige opplevelser
- 1926 – Vägarnas kung
- 1927 – Sju dagar för Elisabeth
- 1927 – Fjeldeventyret
- 1930 – Eskimå
- 1931 – Halvvägs till himlen